# Misumena luteovariata
Misumena luteovariata là một loài nhện trong họ Thomisidae.
Loài này thuộc chi Misumena. Misumena luteovariata được Cândido Firmino de Mello-Leitão miêu tả năm 1929.